# Truyền hình có độ sáng yếu
Truyền hình có độ sáng yếu (Low light level television - LLLTV) là một loại thiết bị cảm ứng điện tử sử dụng máy quay hình CCD nhạy cảm với các bức xạ có bước sóng lớn hơn ánh sáng nhìn thấy được (0,4-0,7 micromet), độ nhạy của thiết bị này đủ để có thể nhận diện được các bức xạ hồng ngoại bước sóng lớn, vào khoảng 1 đến 1,1 micromet. Cơ chế này khiến người sử dụng thiết bị có thể nhìn thấy các vật thể trong điều kiện ánh sáng cực yếu, vốn không thể nhìn bằng mắt thường. LLLTV được cho là có thể sử dụng tốt hơn máy ảnh nhiệt dùng hồng ngoại vốn chỉ "nhìn thấy" các bức xạ trong khoảng 3 to 5 µm (MWIR) hay 8 to 12 µm (LWIR)